# Дюпон, Тимоти
Тимоти Дюпон (нидерл. Timothy Dupont; род. 1 ноября 1987, в Генте, Бельгия) — бельгийский профессиональный шоссейный велогонщик, выступающий за проконтинентальную команду Wanty-Groupe Gobert.

## Достижения
2010
1-й — Grote Prijs Stad Geel
6-й — Классика Бевербека
6-й — Dwars door de Antwerpse Kempen
7-й — Натионале Слёйтингспрейс
10-й — Омлоп ван хет Хаутланд
10-й — Чемпионат Фландрии
2011
2-й — Гойксе Пейл
3-й — Омлоп ван хет Васланд
9-й — Схал Селс
2012
1-й  — Чемпион Бельгии среди любителей — Групповая гонка
1-й — Этап 4 Тур провинции Льеж
3-й — Омлоп ван хет Хаутланд
5-й — Гойксе Пейл
5-й — Антверпсе Хавенпейл
6-й — Бенш — Шиме — Бенш
6-й — Тур Лимбурга
8-й — Dorpenomloop Rucphen
9-й — Натионале Слёйтингспрейс
2013
2-й — Тур дю Луар и Шер — Генеральная классификация
1-й  — Очковая классификация
Тур Бретани
1-й  — Очковая классификация
1-й — Этапы 3 и 5
2-й — Натионале Слёйтингспрейс
2-й — Чемпионат Фландрии
7-й — Дрёйвенкурс Оверейсе
7-й — Гойксе Пейл
7-й — Гран-при Клода Крикельона
7-й — Де Кюстпейл
10-й — Омлоп ван хет Хаутланд
10-й — Антверпсе Хавенпейл
2015
Тур Эльзаса
1-й  — Очковая классификация
1-й — Этапы 2 и 4
2-й — Омлоп ван хет Хаутланд
3-й — Рут Адели
7-й — Классик Луар-Атлантик
8-й — Ronde de l'Oise — Генеральная классификация
9-й — Гран-при Денена
9-й — Халле — Ингойгем
10-й — Чемпионат Фландрии
2016
1-й — Нокере Курсе
1-й — Dwars door de Vlaamse Ardennen
1-й — Гран-при Клода Крикельона
1-й — Grand Prix de la ville de Pérenchies
1-й — Антверпсе Хавенпейл
1-й — Де Кюстпейл
1-й — Чемпионат Фландрии
1-й — Мемориал Филиппа Ван Конингсло
Тур Эльзаса
1-й  — Очковая классификация
1-й — Этапы 1, 2 и 4
2-й — Натионале Слёйтингспрейс
2-й — Grote Prijs Stad Zottegem
2-й — Гран-при Импанис–Ван Петегем
2-й — Схал Селс
3-й — Гойксе Пейл
5-й — Тур Нормандии — Генеральная классификация
1-й — Этапы 1, 3 и 6
5-й — Классика Брюсселя
6-й — Бенш — Шиме — Бенш
6-й — Дварс дор Вест-Фландерен — Генеральная классификация
1-й  — Очковая классификация
1-й — Этап 2
7-й — Хандзаме Классик
10-й — Дварс дор хет Хагеланд
2017
1-й — Гран-при Ефа Схеренса
3-й — Натионале Слёйтингспрейс
4-й — Grote Prijs Stad Zottegem
5-й — Гран-при Пино Черами
6-й — Классика Арнем — Венендал
7-й — Халле — Ингойгем
8-й — Париж — Бурж
8-й — Хандзаме Классик
9-й — Омлоп Еврометрополь
9-й — Чемпионат Фландрии
10-й — Омлоп ван хет Хаутланд
2018
3-й — Классика Альмерии
7-й — Схелдепрейс
10-й — Кюрне — Брюссель — Кюрне